# Louisa Nöhr
Louisa Nöhr (* 10. Januar 1994) ist eine deutsche Fußballspielerin.

## Karriere
Nöhr begann beim Büdelsdorfer TSV, aus dem gleichnamigen Ort im Kreis Rendsburg-Eckernförde, mit dem Fußballspielen. 2010 wurde sie vom Hamburger SV für deren B-Jugendmannschaft verpflichtet und kam in der Spielzeit 2010/11 parallel auch für die zweite Mannschaft zum Einsatz. Sie debütierte am 15. August 2010 (1. Spieltag) beim 6:1-Sieg im Auswärtsspiel gegen den Liganeuling 1. FC Lübars; ihr erstes von zwei Toren in 13 Ligaspielen erzielte sie am 12. September 2010 (5. Spieltag) beim 2:0-Sieg im Auswärtsspiel gegen Tennis Borussia Berlin mit dem Treffer zum Endstand in der 75. Minute.
Zur Saison 2011/12 rückte sie in die erste Mannschaft auf und kam für diese in vier Bundesligaspielen zum Einsatz. Ihr Debüt in der höchsten deutschen Spielklasse im Frauenfußball gab sie am 21. August 2011 (1. Spieltag) bei der 0:4-Niederlage im Auswärtsspiel gegen den 1. FFC Turbine Potsdam mit Einwechslung für Maike Timmermann in der 80. Minute. Es folgten drei weitere Einsätze am 2., 3. und 5. Spieltag und ein Einsatz im DFB-Pokal-Wettbewerb, bei dem sie am 11. September 2011 beim 3:0-Zweitrundensieg bei Blau-Weiß Hohen Neuendorf – ab der 68. Minute für Jessica Wich eingewechselt – beitrug.
Zur Saison 2012/13 wurde sie vom Zweitligisten Holstein Kiel verpflichtet, für den sie zwei Spielzeiten, die letzte – Abstieg bedingt – in der drittklassigen Regionalliga Nord absolvierte. Ferner kam sie am 26. August 2012 beim 5:1-Sieg beim SSC Hagen Ahrensburg im Erstrundenspiel des DFB-Pokal-Wettbewerb zum Einsatz.
Von 2014 bis 2016 spielte sie in Meldorf im Kreis Dithmarschen für den ortsansässigen TuRa Meldorf, bevor es sie nach München verschlug und dort für die zweite Mannschaft des FC Bayern München in der 2. Bundesliga zum Einsatz kam. Zur Saison 2017/18 wechselte sie zum Stadtrivalen FFC Wacker München in die drittklassige Regionalliga Süd.